# Schloss Haldem

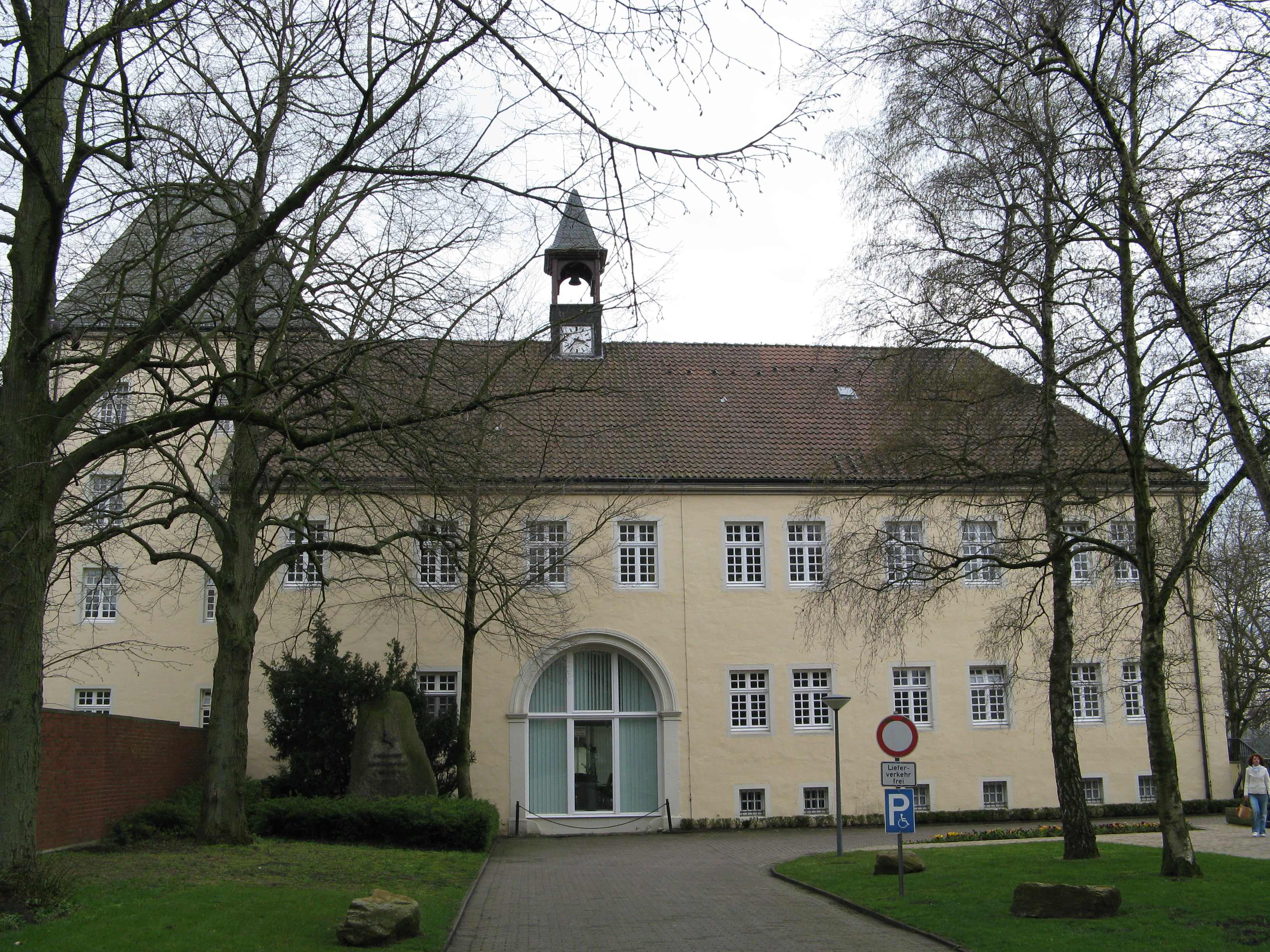
Schloss Haldem

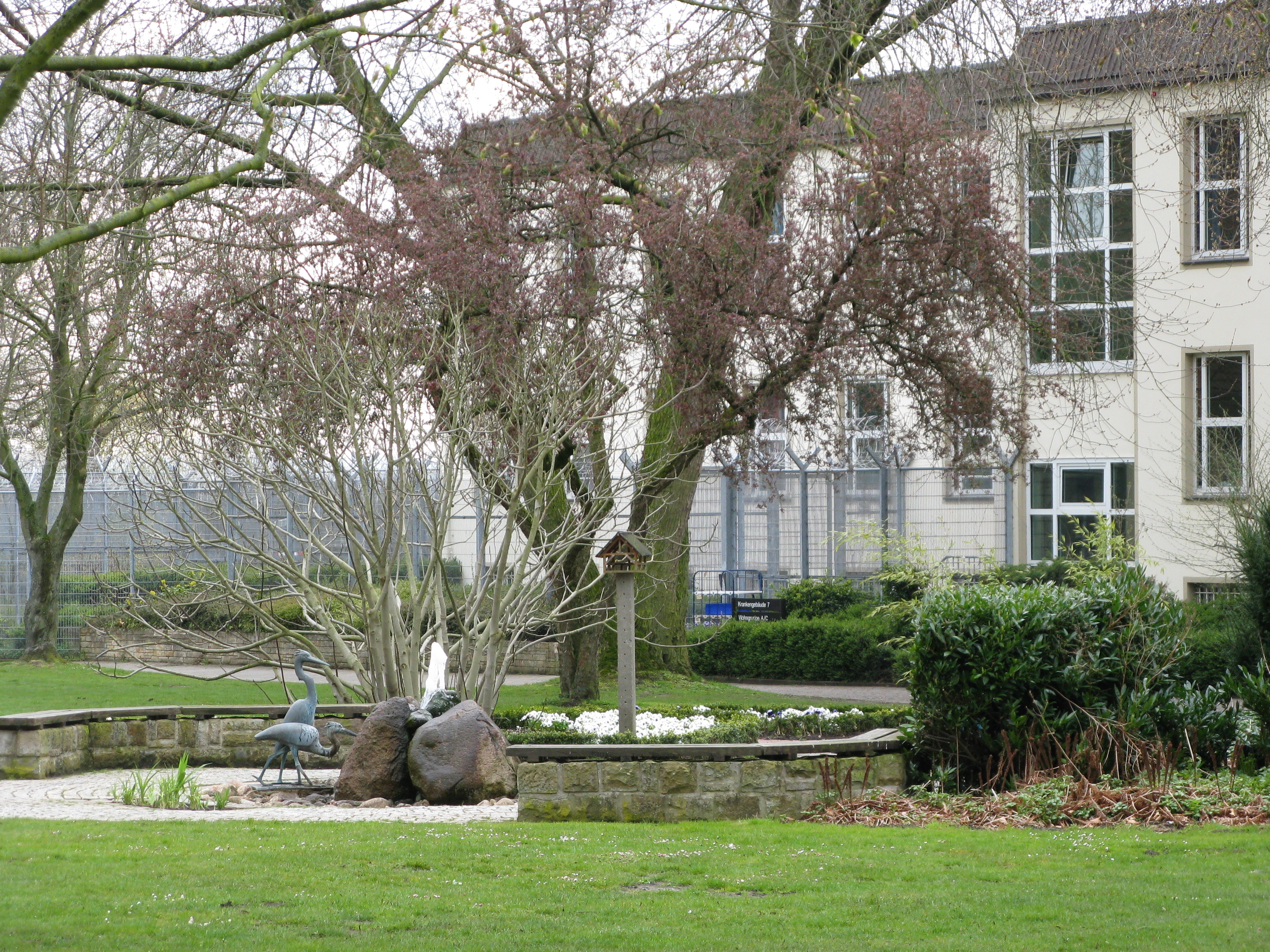
Garten Schloss Haldem

Schloss Haldem ist ein altes Rittergut der Mindener Bischöfe. Es wurde am Südhang des Stemweder Berges in der Ortschaft Haldem der heutigen Gemeinde Stemwede im Kreis Minden-Lübbecke errichtet.

## Geschichte
Erstmals erwähnt wurde das Gut im Jahre 1236, als der Bischof Konrad von Minden dem Kloster Levern den Zehnten von Haledum übertrug. Die Gebrüder de Haledum, Ritter der Grafschaft Stemwede, waren 1264 im Besitz von Haldem. Der Mindener Bischof Ludwig belehnte im Jahr 1328 den Ritter Gerold von der Horst mit den Gütern von Haldem und Rahden. Er sollte als Schützer der Grenzen des Bistums dienen. Als im Jahr 1400 das Geschlecht der Ritter von Wede ausstarb, erbte Dietrich von der Horst weitere Güter in Haldem, da er der Schwager des Johann von Wede war, und zog von Bersenbrück auf das Schloss Haldem.
Nachdem das Schloss im Dreißigjährigen Krieg vollkommen zerstört worden war, ließ Julius August von der Horst das Schloss von 1692 bis 1703 wieder aufbauen. Der Finanzminister Friedrich des Großens, Freiherr von der Horst, baute 1775 das Schloss weiter aus. Bis zum Verkauf im Jahr 1830 blieb es im Besitz der Familie von der Horst, ehe sie sich auf das Schloss Hollwinkel zurückzog. Neuer Eigentümer war der Preußische Generalleutnant Friedrich von dem Bussche-Ippenburg. Bis zum Jahr 1890 diente das Schloss als Damenstift.
1910 erwarb Botho Freiherr von der Horst das Schloss, das damit wieder in den Besitz der Familie von der Horst gelangte. Botho galt als großer Künstler und lebte bis zu seinem Suizid im Schlosspark am 27. Januar 1927 auf dem Schloss. Nach seinem Tode ging das Eigentum auf Philipp August von Bethmann-Hollweg, einem Neffen des kaiserlichen Reichskanzlers, über.
Von 1936 bis 1945 befand sich hier die Gebietsführerschule der westfälischen Hitlerjugend. Ihr programmatischer Name Langemarck griff den Mythos von der „opferwilligen deutschen Jugend“ im Ersten Weltkrieg auf. Nach dem Zweiten Weltkrieg wurde das Schloss von den Briten besetzt und ab 1947 kurzfristig als Lehrerbildungsanstalt benutzt, ehe es anschließend bis zum 1. Oktober 1958 durch einen Freiluftschulverband belegt war.

## Heutige Nutzung
Am 20. Januar 1959 wurde auf dem Gelände des Schlosses eine Trinkerheilanstalt eröffnet. Träger war der Landschaftsverband Westfalen-Lippe. Heute ist die Westfälische Klinik Schloss Haldem eine Maßregelvollzugsanstalt zur Behandlung und Rehabilitation Suchtkranker und psychisch erkrankter Straftäter. Die Unterbringung erfolgt nach §§ 63, 64 StGB und § 126 StPO (Untersuchungshaft).
Untergebrachte Patienten absolvieren im Rahmen ihrer Unterbringung gemeinsam mit Therapeuten und Pflegekräften eine ausgedehnte Therapie, in der sie mehrere Lockerungsstufen durchlaufen. Ziel ist es, die Patienten zu gegebener Zeit zu resozialisieren. Dies soll durch Arbeits- und Beschäftigungstherapie, Sport- und Bewegungstherapie sowie Gesprächstherapie erreicht werden.
Aufgrund dieser Nutzung ist eine Besichtigung des Schlosses und der Klinik nur nach vorheriger Terminabsprache möglich. Außerdem finden in regelmäßigen Abständen „Tage der offenen Tür“ (November) und „Sommerfeste“ (jeweils am zweiten Sonntag im Juni) statt.

## Gebäude und Schlosspark
In seinen Ursprüngen stammt das Schloss als Barockbau aus dem Jahr 1703. Wegen der vielen nutzungsbedingten Änderungen hat sich sein Aussehen stark verändert. Auf dem Gelände sind nach 1960 zahlreiche Klinik- und Wirtschaftsgebäude errichtet worden.
Moderne Grünanlagen haben die Elemente des historischen Parks ersetzt.

## Der Gutsbezirk Haldem
In den 1840er Jahren wurde im Amt Dielingen des Kreises Lübbecke der Gutsbezirk Haldem aus der Gemeinde Alswede ausgegliedert.
Zum 1. Oktober 1928 wurde er wieder aufgelöst und in die damaligen Gemeinde Haldem eingemeindet.